# Island (Yonne)
Island é uma comuna francesa na região administrativa de Borgonha-Franco-Condado, no departamento de Yonne. Estende-se por uma área de 21,78 km². Em 2010 a comuna tinha 190 habitantes (densidade: 8,7 hab./km²).